# Karate als Jocs Olímpics d'estiu de 2020
El karate és un dels esports que es disputaran als Jocs Olímpics d'Estiu de 2020, realitzats a la ciutat de Tòquio, Japó. Es disputaran vuit proves de karate, quatre en categoria masculina i quatre més en categoria femenina. Va ser la primera i última aparició del karate als Jocs Olímpics. El karate és un dels quatre esports nous que es van afegir específicament al programa olímpic per al 2020.
Programats inicialment pel 2020, els Jocs es van ajornar per la pandèmia de COVID-19 fins al 2021.

## Regles
Tant pel kumite com pel kata s'han adoptat les regles de la Federació Mundial de Karate (WKF), vigents des de gener de 2018. El gener de 2019 es va adoptar un sistema basat en punts pel kata.

## Participants
Llista de països que participen en el Karate.
- Algèria (1)
- Aràbia Saudita (1)
- Austràlia (1)
- Àustria (1)
- Azerbaidjan (3)
- Bulgària (1)
- Canadà (1)
- Corea del Sud (1)
- Croàcia (1)
- Egipte (5)
- Espanya (2)
- Estats Units (4)
- França (3)
- Geòrgia (1)
- Alemanya (4)
- Hong Kong (1)
- Hongria (1)
- Iran (3)
- Itàlia (5)
- Japó (8)
- Jordània (1)
- Kazakhstan (5)
- Kuwait (1)
- Letònia (1)
- Marroc (1)
- Nova Zelanda (1)
- Macedònia del Nord (1)
- Perú (1)
- Refugiats olímpics (2)
- R.P. de la Xina (2)
- ROC (1)
- Sèrbia (1)
- Suïssa (1)
- Turquia (7)
- Ucraïna (2)
- Veneçuela (3)
- Xina Taipei (2)

## Calendari
| Prova↓/Data →  | 5 Ago | 6 Ago | 7 Ago |
| -------------- | ----- | ----- | ----- |
| 67 kg masculí  | F     |       |       |
| 75 kg masculí  |       | F     |       |
| +75 kg masculí |       |       | F     |
| kata masculí   |       | F     |       |
| 55 kg femení   | F     |       |       |
| 61 kg femení   |       | F     |       |
| +61 kg femení  |       |       | F     |
| kata femení    | F     |       |       |

## Resum de medalles

### Categoria masculina
| Proves         | Or                     | Plata                 | Bronze                       |
| Kata detalls   | Ryo Kiyuna (JPN)       | Damián Quintero (ESP) | Ariel Torres (USA)           |
| Kata detalls   | Ryo Kiyuna (JPN)       | Damián Quintero (ESP) | Ali Sofuoğlu (TUR)           |
| 67 kg detalls  | Steven Da Costa (FRA)  | Eray Şamdan (TUR)     | Darkhan Assadilov (KAZ)      |
| 67 kg detalls  | Steven Da Costa (FRA)  | Eray Şamdan (TUR)     | Abdelrahman Al-Masatfa (JOR) |
| 75 kg detalls  | Luigi Busà (ITA)       | Rafael Aghayev (AZE)  | Gábor Hárspataki (HUN)       |
| 75 kg detalls  | Luigi Busà (ITA)       | Rafael Aghayev (AZE)  | Stanislav Horuna (UKR)       |
| +75 kg detalls | Sajjad Ganjzadeh (IRI) | Tareg Hamedi (KSA)    | Ryutaro Araga (JPN)          |
| +75 kg detalls | Sajjad Ganjzadeh (IRI) | Tareg Hamedi (KSA)    | Uğur Aktaş (TUR)             |

### Categoria femenina
| Proves         | Or                     | Plata                    | Bronze                 |
| Kata detalls   | Sandra Sánchez (ESP)   | Kiyou Shimizu (JPN)      | Grace Lau (HKG)        |
| Kata detalls   | Sandra Sánchez (ESP)   | Kiyou Shimizu (JPN)      | Viviana Bottaro (ITA)  |
| 55 kg detalls  | Ivet Goranova (BUL)    | Anzhelika Terliuga (UKR) | Bettina Plank (AUT)    |
| 55 kg detalls  | Ivet Goranova (BUL)    | Anzhelika Terliuga (UKR) | Wen Tzu-yun (TPE)      |
| 61 kg detalls  | Jovana Preković (SRB)  | Yin Xiaoyan (CHN)        | Giana Farouk (EGY)     |
| 61 kg detalls  | Jovana Preković (SRB)  | Yin Xiaoyan (CHN)        | Merve Çoban (TUR)      |
| +61 kg detalls | Feryal Abdelaziz (EGY) | Irina Zaretska (AZE)     | Gong Li (CHN)          |
| +61 kg detalls | Feryal Abdelaziz (EGY) | Irina Zaretska (AZE)     | Sofya Berultseva (KAZ) |

## Medaller
| Posició | País            | Or | Plata | Bronze | Total |
| 1       | Japó            | 1  | 1     | 1      | 3     |
| 2       | Espanya         | 1  | 1     | 0      | 2     |
| 3       | Egipte          | 1  | 0     | 1      | 2     |
| 3       | Itàlia          | 1  | 0     | 1      | 2     |
| 5       | Bulgària        | 1  | 0     | 0      | 1     |
| 5       | França          | 1  | 0     | 0      | 1     |
| 5       | Iran            | 1  | 0     | 0      | 1     |
| 5       | Sèrbia          | 1  | 0     | 0      | 1     |
| 9       | Azerbaidjan     | 0  | 2     | 0      | 2     |
| 10      | Turquia         | 0  | 1     | 3      | 4     |
| 11      | Ucraïna         | 0  | 1     | 1      | 2     |
| 11      | R.P. de la Xina | 0  | 1     | 1      | 2     |
| 13      | Aràbia Saudita  | 0  | 1     | 0      | 1     |
| 14      | Kazakhstan      | 0  | 0     | 2      | 2     |
| 15      | Àustria         | 0  | 0     | 1      | 1     |
| 15      | Jordània        | 0  | 0     | 1      | 1     |
| 15      | Hong Kong       | 0  | 0     | 1      | 1     |
| 15      | Xina Taipei     | 0  | 0     | 1      | 1     |
| 15      | Estats Units    | 0  | 0     | 1      | 1     |
| 15      | Hongria         | 0  | 0     | 1      | 1     |
|         | Total           | 8  | 8     | 16     | 32    |